# 翁德热约夫天文台
翁德热约夫天文台（捷克語：Observatoř Ondřejov，捷克語發音：[ˈondr̝ɛjof]）是捷克國家科學院天文研究所（捷克語：Astronomický ústav）的主要天文台。該天文台位於布拉格東南方35公里處的翁德热约夫附近。該天文台海拔500公尺，並且位置可以避開布拉格市區的空氣與光汙染。

## 歷史
翁德热约夫天文台原本是捷克業餘天文學家約瑟夫·揚·弗里奇（捷克語：Josef Jan Frič）成立於1898年的私人天文台。該天文台由建築師约瑟夫·芬达（Josef Fanta）設計。後來弗里奇於1928年10月18日捷克斯洛伐克獨立十週年紀念日時將天文台捐贈給國家。之後該天文台由布拉格查理大學管轄，1953年起和其他捷克斯洛伐克境內的天文台一起改由捷克斯洛伐克國家科學院管轄。
該天文台除了科學研究以外還發現了大量小行星。

## 圖集

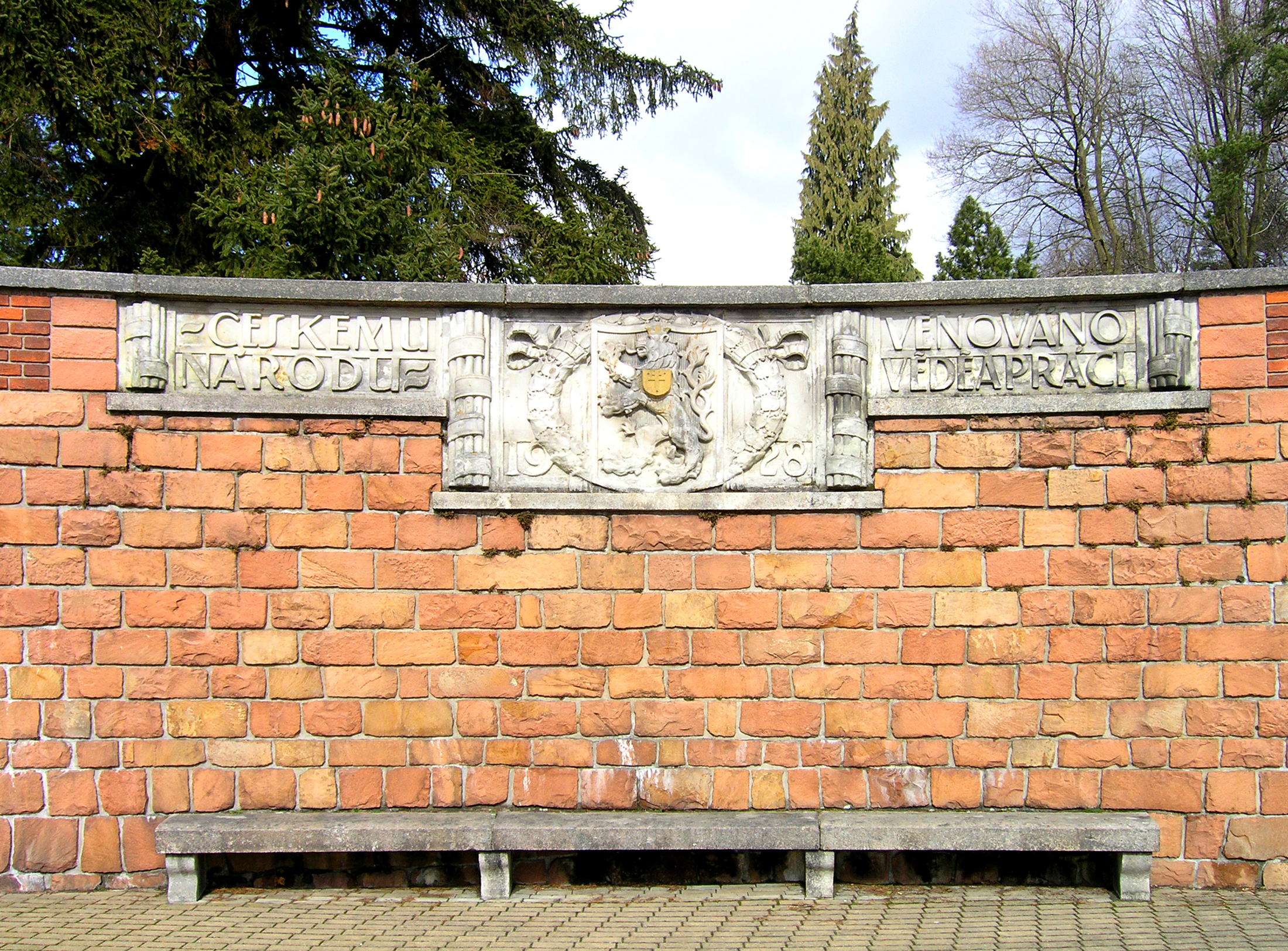
天文台南入口。
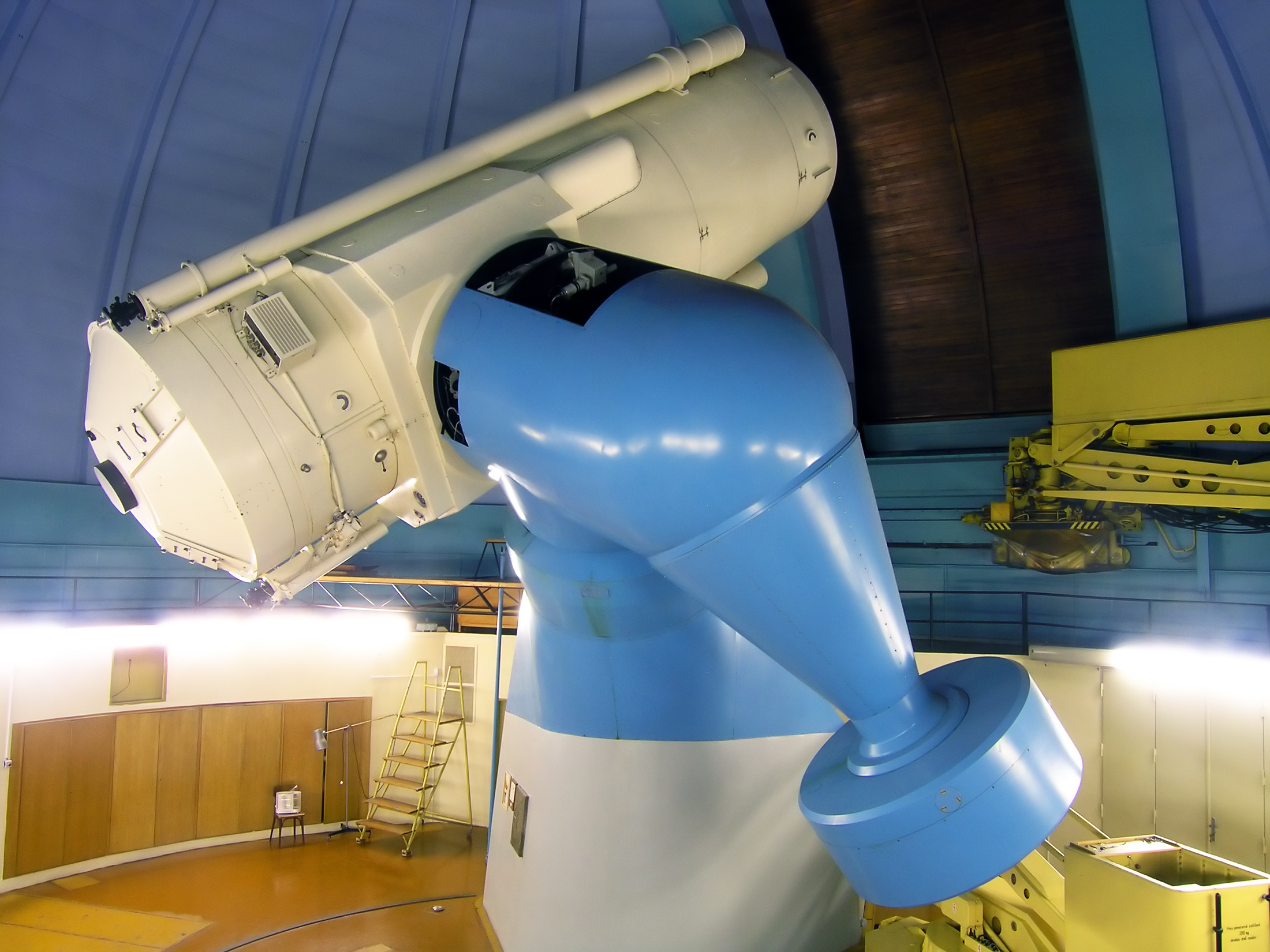
口徑2米反射望遠鏡。
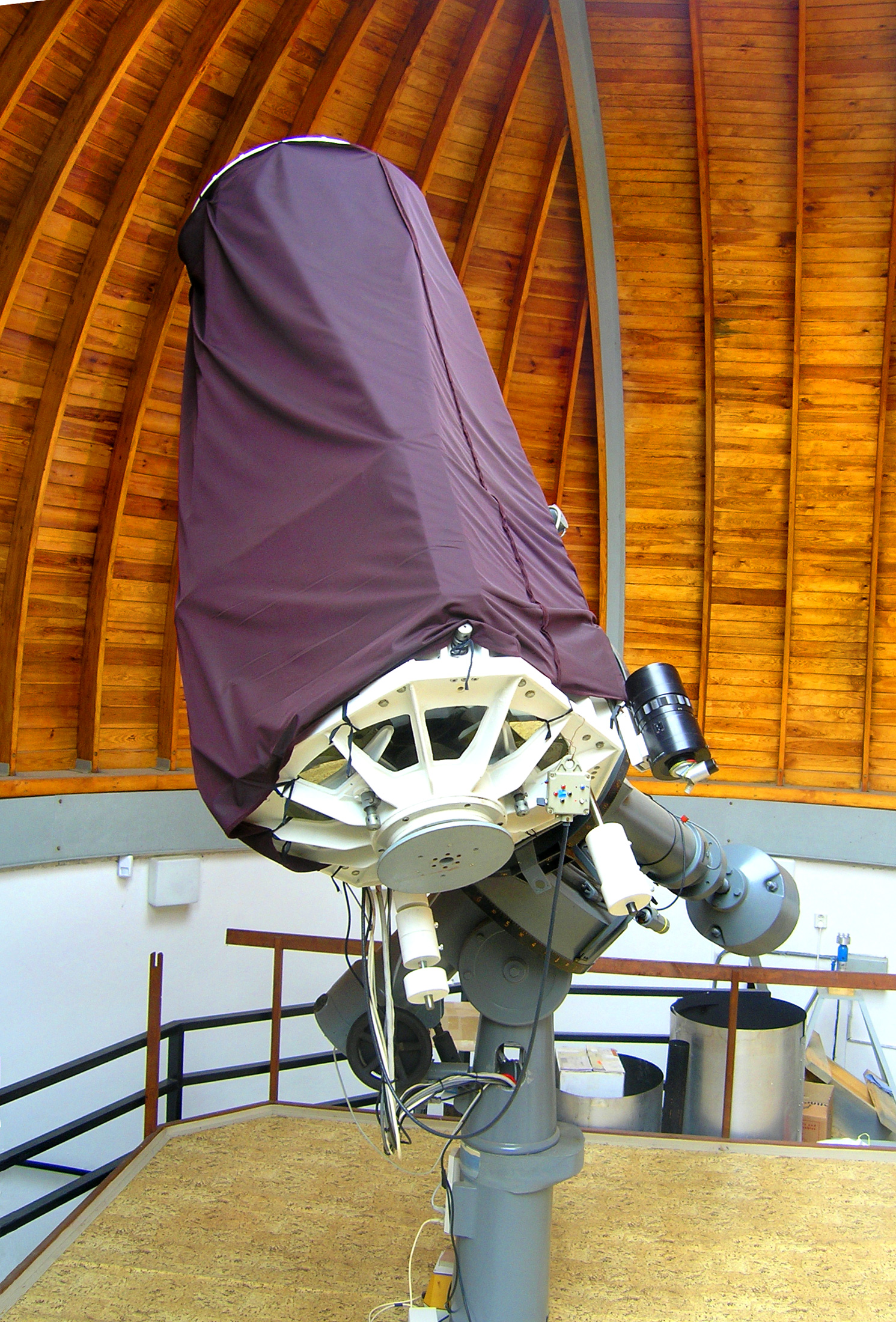
口徑0.65米反射望遠鏡。
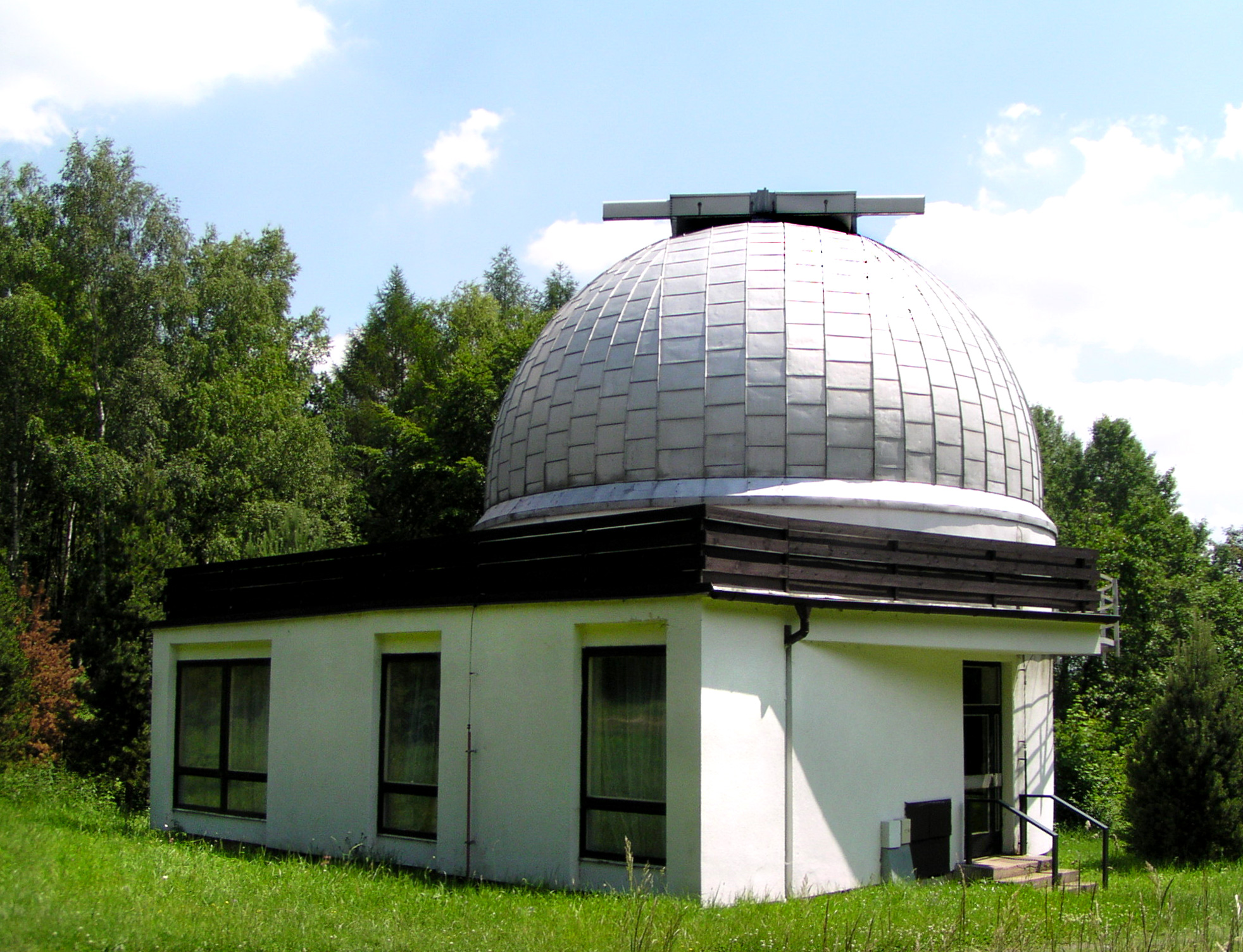
口徑0.65米望遠鏡圓頂。
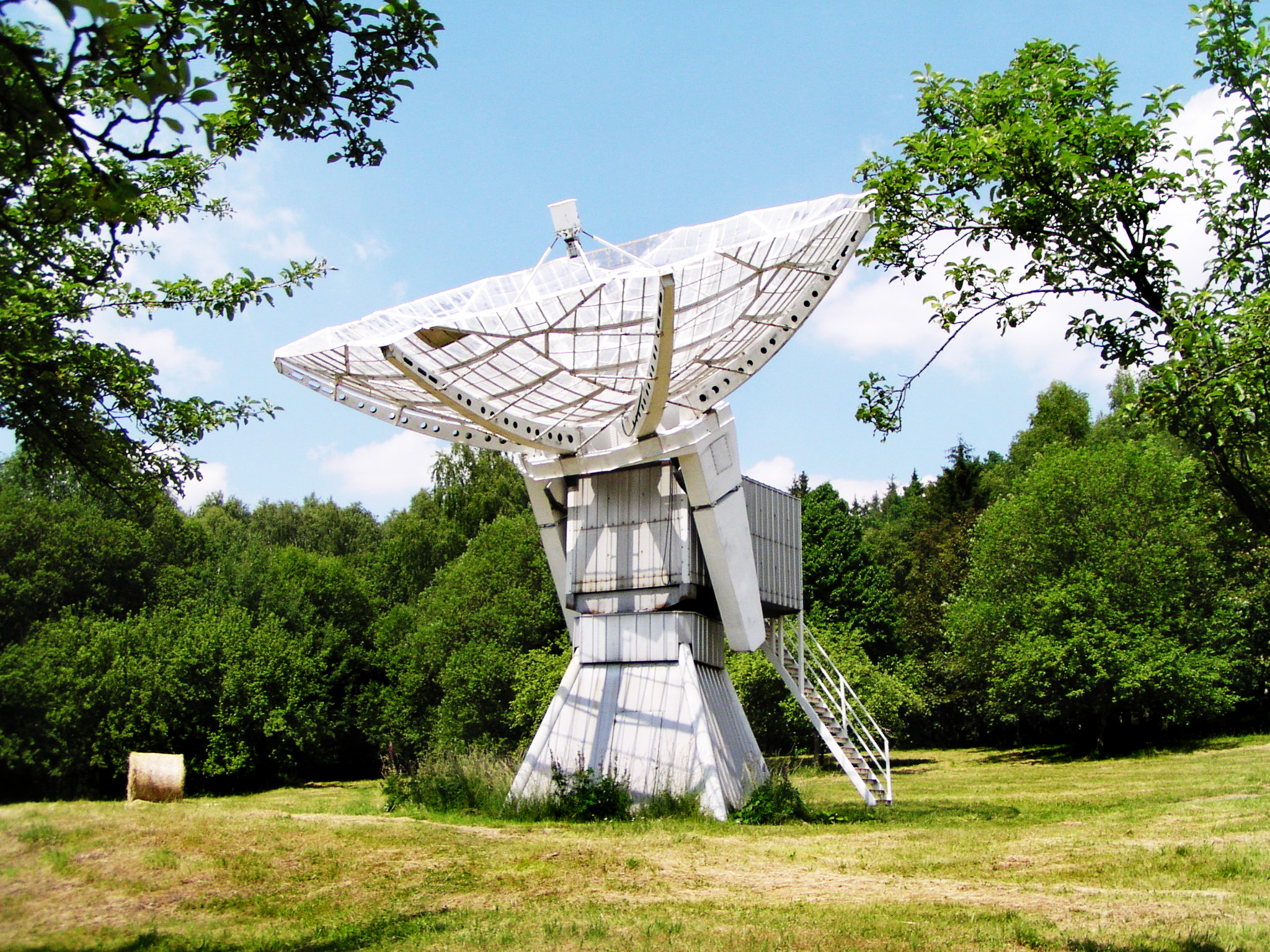
太陽電波望遠鏡。
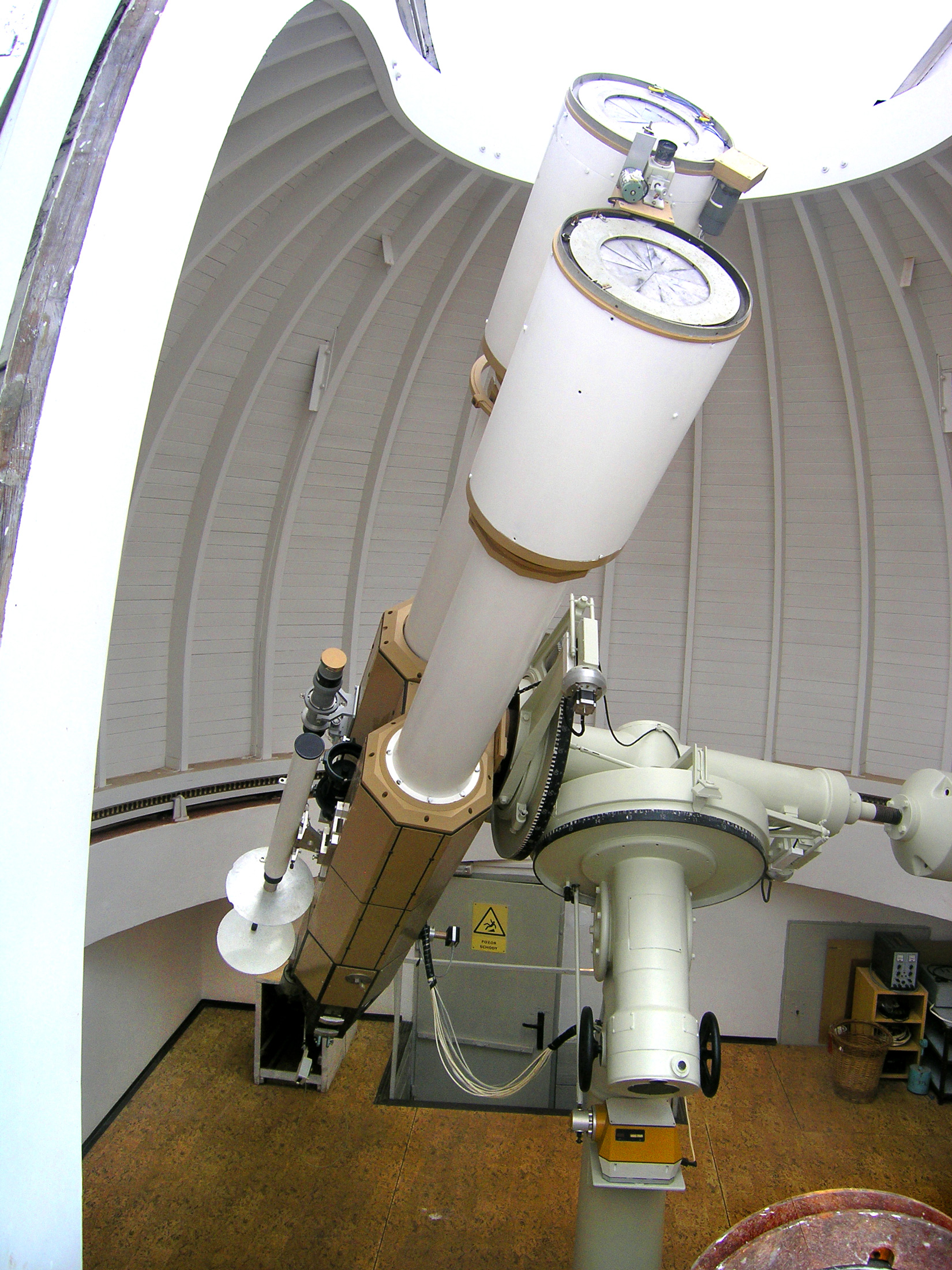
太陽望遠鏡。
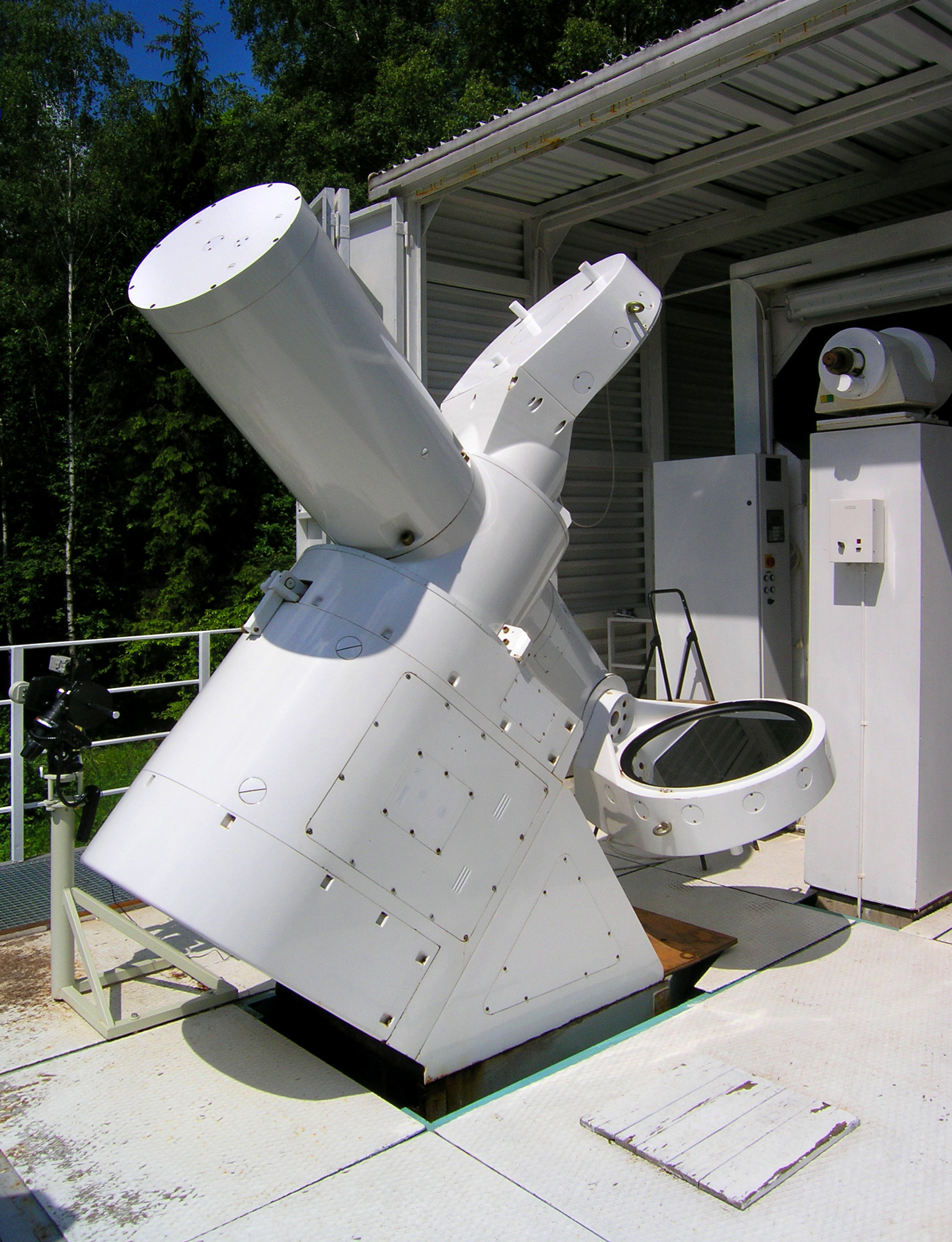
太陽攝譜儀。
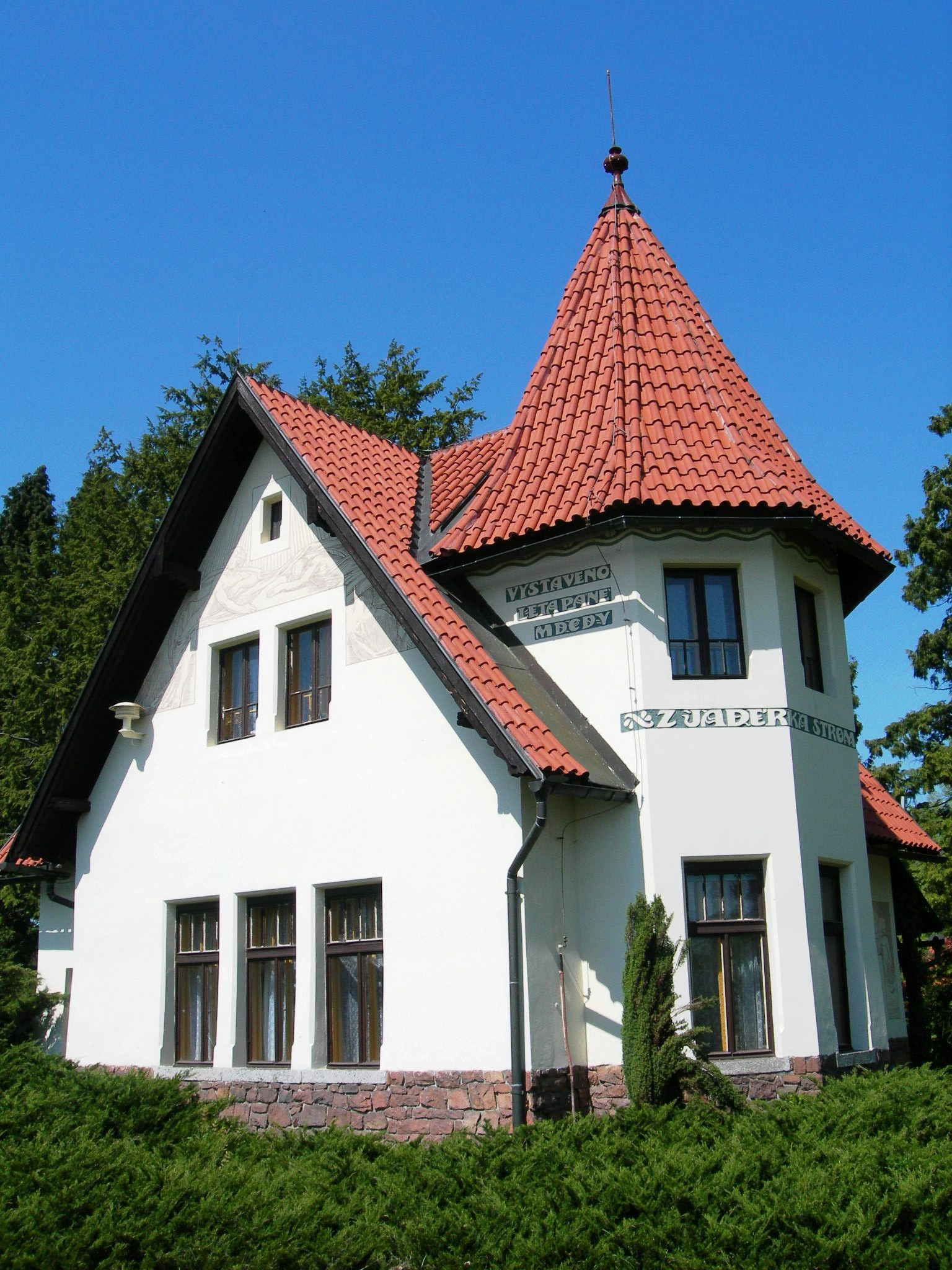
約瑟夫·揚·弗里奇故居。

## 外部連結
- 维基共享资源上的相關多媒體資源：翁德热约夫天文台
- Astronomical Institute, responsible for the observatory
- Photos of the observatory
- Photos of the observatory2